# سفارة اليابان في كرواتيا
سفارة اليابان في كرواتيا هي أرفع تمثيل دبلوماسي لدولة اليابان لدى كرواتيا. تقع السفارة في وهي تهدف لتعزيز المصالح اليابانية في كرواتيا.

## وصلات خارجية
- قائمة سفارات اليابان
- قائمة السفارات في كرواتيا